# 사미 알나제이
사미 할릴 나세르 알나제이(아랍어: سامي خليل ناصر النجعي, Sami Khalil Nasser Al-Najei, 1997년 2월 7일 ~ )은 사우디아라비아의 축구 선수로 현재 알나스르 FC에서 미드필더로 활약 중이다.

## 선수 경력

### 클럽
2016년 알나스르 FC 입단을 통해 프로에 입문한 후 2016-17 사우디 프로페셔널리그 3위, 2016-17 사우디 크라운 프린스컵 준우승, 2017-18 리그 3위의 성적에 일조했고 그 뒤 2018-19 시즌을 앞두고 알카디시야 FC로 임대 이적하여 리그 4경기를 소화했다.
이후 다마크 FC로 다시 임대 이적하여 2019-20 시즌 리그 17경기를 소화한 뒤 2019-20 시즌을 마치고 친정팀인 알나스르로 복귀했으며 복귀 후 2020-21 사우디 국왕컵 4강 진출의 성과를 거두었다.

### 국가대표팀
사우디아라비아 U-20 대표팀 소속으로 2016년 AFC U-19 챔피언십 본선에서 4골을 터뜨리며 팀 동료인 압둘라흐만 알야미와 공동 득점왕을 차지하며 팀의 준우승을 이끌었고 이듬해에 열린 2017년 FIFA U-20 월드컵에서는 비록 단 1경기도 출전하지 못했지만 1994년 FIFA 월드컵 이후 23년만에 사우디의 FIFA 주관 대회 16강 진출을 함께 했다.
그리고 2017년 1월 14일 캄보디아와의 친선 경기에서 사우디아라비아 성인대표팀 소속으로 국제 A매치 데뷔전을 치렀고 그 뒤 2021년 10월 12일 중국과의 2022년 FIFA 월드컵 아시아 지역 최종 예선 B조 3차전에서 A매치 데뷔골을 멀티골로 장식하며 팀에 3-2 승리를 안겼다.

## 수상

### 클럽
알나스르 FC
- 사우디 프로페셔널리그 : 3위 (2016-17, 2017-18)
- 사우디 크라운 프린스컵 : 준우승 (2016-17)
- 사우디 국왕컵 : 4강 (2020-21)

### 국가대표팀
사우디아라비아 U-20
- AFC U-20 아시안컵 : 준우승 (2016)

### 개인
- AFC U-20 아시안컵 득점왕 : 2019 (압둘라흐만 알야미와 공동 수상)